# 大谷剛
大谷 剛（おおたに たけし、1947年 - 2019年）は、日本の昆虫学者。専門は昆虫行動学。兵庫県立大学名誉教授。

## 経歴
1947年福島県生まれ。1970年東京農業大学卒業、1980年北海道大学大学院理学研究科博士課程単位取得退学。1981年(有)栗林自然写真研究所昆虫生態アドバイザー。1985年「ミツバチ雌成虫の巣内行動の研究」で北海道大学より理学博士の学位を取得。その後、(財)東京動物園協会職員を経て、1992年姫路工業大学助教授 兼 兵庫県立人と自然の博物館研究員。1996年同大学教授。2006年兵庫県立大学教授。2013年に定年退職、同大学名誉教授、兵庫県立人と自然の博物館名誉研究員。退職後は、神戸女学院大学元非常勤講師や朝日新聞RONZAの執筆者も務めた。
2019年逝去。

## 著書

### 単著
- 『ミツバチ』偕成社、1981年
- 『The honeybee (Nature close-ups)』photographs by Satoshi Kuribayashi、Raintree Publishers, 1986年
- 『ミツバチ : おすはささない (生き生き動物の国)』誠文堂新光社、1988年
- 『昆虫─大きくなれない擬態者たち』百の知恵双書 9、OM出版、2005年

### 共著
- 『昆虫のふしぎ─色と形のひみつ』科学のアルバム、虫 17、栗林慧 写真、あかね書房、1985年
- 『名前といわれ昆虫図鑑』栗林慧 写真、偕成社、1987年
- 『ハンミョウ』カラー自然シリーズ、栗林慧 写真、偕成社 1988年
- 『人間のからだは小宇宙 : 読んで楽しい・ふしぎ・おもしろ・からだの雑学』加藤由子、永岡書店、1989年
- 『兵庫の身近な秋の鳴く虫 : プチ図鑑』八木剛、兵庫県立人と自然の博物館、2005年

### 共編著
- 『日本動物大百科 〈第８巻〉 昆虫 １』日高敏隆 監修；石井実、常喜豊 共編、平凡社、1996年9月1日
- 『日本動物大百科 (第9巻) 昆虫2』 日高敏隆 監修；石井実、常喜豊 共編、平凡社、1997年9月1日
- 『日本動物大百科第10巻 昆虫3』日高敏隆 監修；石井実、常喜豊 共編、平凡社、1998年9月1日

### 共著（分担執筆）
- 『昆虫社会の進化-ハチの比較社会学』井上民二・山根爽一 共編、博品社、1993年

### 監修
- 『アリびっくり!?はてなずかん』山口進 写真・文、すがわらけいこ 絵、アリス館、2005年7月1
- 『なくむし (育てて、しらべる日本の生きものずかん ; 11』安東浩 撮影、Cheung・ME 絵、集英社、2006年2月
- 『ナナホシテントウ : かわいいパトロール隊』栗林慧撮影、アスク、2006年6月
- 『クワガタムシ : 大きなあごの戦士』栗林慧撮影、アスク、2006年6月
- 『ミツバチ : 野原の働き者』栗林慧撮影、アスク、2007年2月
- 『すすめ! サナギ: 完全変態する昆虫のひみつ』三輪一雄、ポプラ社、2018年6月30日

### 訳書
- トーマス・D.スィーレイ『ミツバチの生態学 : 社会生活での適応とは何か』 (自然誌ライブラリー) 文一総合出版、1989年
- ケン・プレストン・マフハム 著『世界チョウ図鑑500種 : 華麗なる変身を遂げるチョウとガの魅力』ネコ・パブリッシング、2009年

## 論文
- 国立情報学研究所収録論文 国立情報学研究所